# O'Dessa
O'Dessa är en amerikansk musik- och dramafilm som hade premiär den 20 mars 2025 på Disney+. Filmen är regisserad av Geremy Jasper som även skrivit filmens manus.

## Handling
Filmen handlar om O’Dessa, en ung kvinna som vandrar genom ett ödeland med endast sin gitarr och sin sångröst som sällskap. Når hon når en neonupplyst feststad styrd av en tyrann, upptäcker hon att hennes musik blir en del av en revolution mot honom.

## Rollista (i urval)
- Sadie Sink – O'Dessa
- Kelvin Harrison Jr. – Euri Dervish
- Murray Bartlett – Plutonovich
- Regina Hall – Neon Dion
- Mark Boone Junior – fader Walt
- Pokey LaFarge – Vergil
- Marinko Prga – Vulturo